# カール・レヒリンク
カール・レヒリンク（Carl Röchling、または Karl Röchling、1855年10月18日 - 1920年5月6日）は、ドイツの画家である。戦争画や歴史画を得意とし、プロイセンの軍隊の英雄的な場面を描いてドイツで人気になった。

## 略歴
現在のザールラント州のザールブリュッケンに生まれた。1875年からカールスルーエの美術学校でルートヴィッヒ・デ・クードルとエルンスト・ヒルデブラントに学び、その後、ベルリンの美術アカデミーでアントン・フォン・ヴェルナーに学んだ。当時流行していたパノラマ画の制作の助手として働いた。
独立して仕事をするようになると、19世紀末から20世紀の初めに、戦争の場面や歴史画を描いて人気になった。軍事史研究家でイラストレーターのリヒャルト・クネーテル(Richard Knötel: 1857-1914)と友人になり、クネーテルと共著で、「Der Alte Fritz in 50 Bildern」(1895)を出版した。
ケルンのチョコレート会社のオーナーで、多くの複製美術品を宣伝に使ったルートヴィヒ・シュトルヴェルクによって、最も多く作品を用いられた画家の一人でもあった。

## 作品

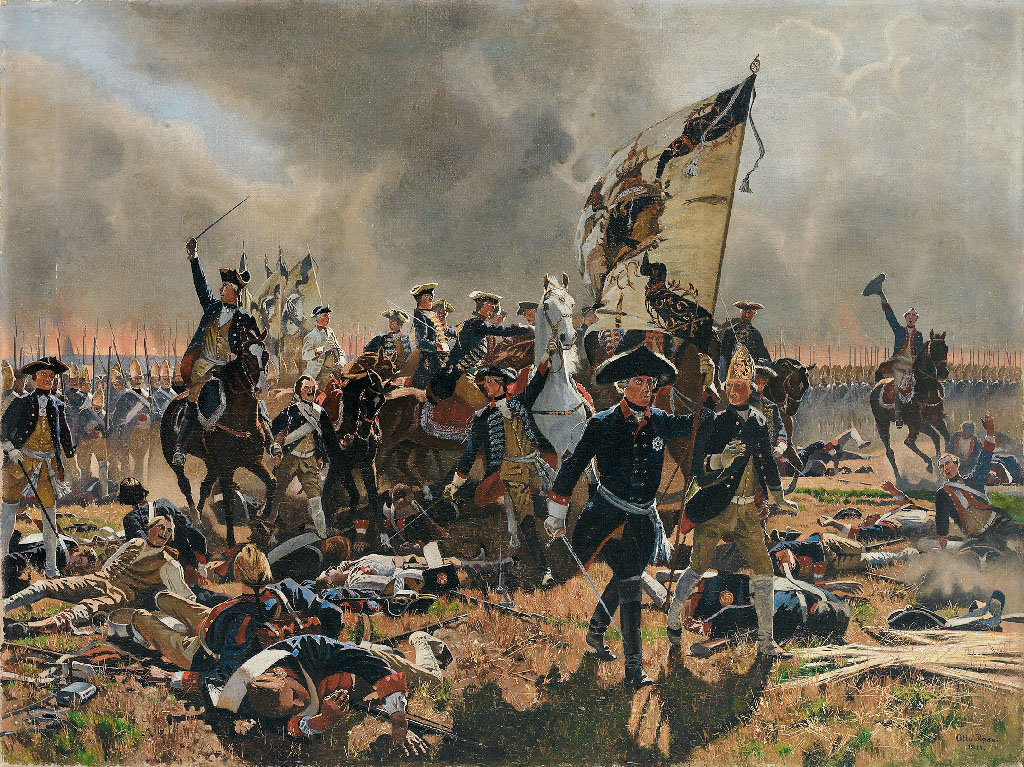
ツォルンドルフの戦いのフリードリヒ大王
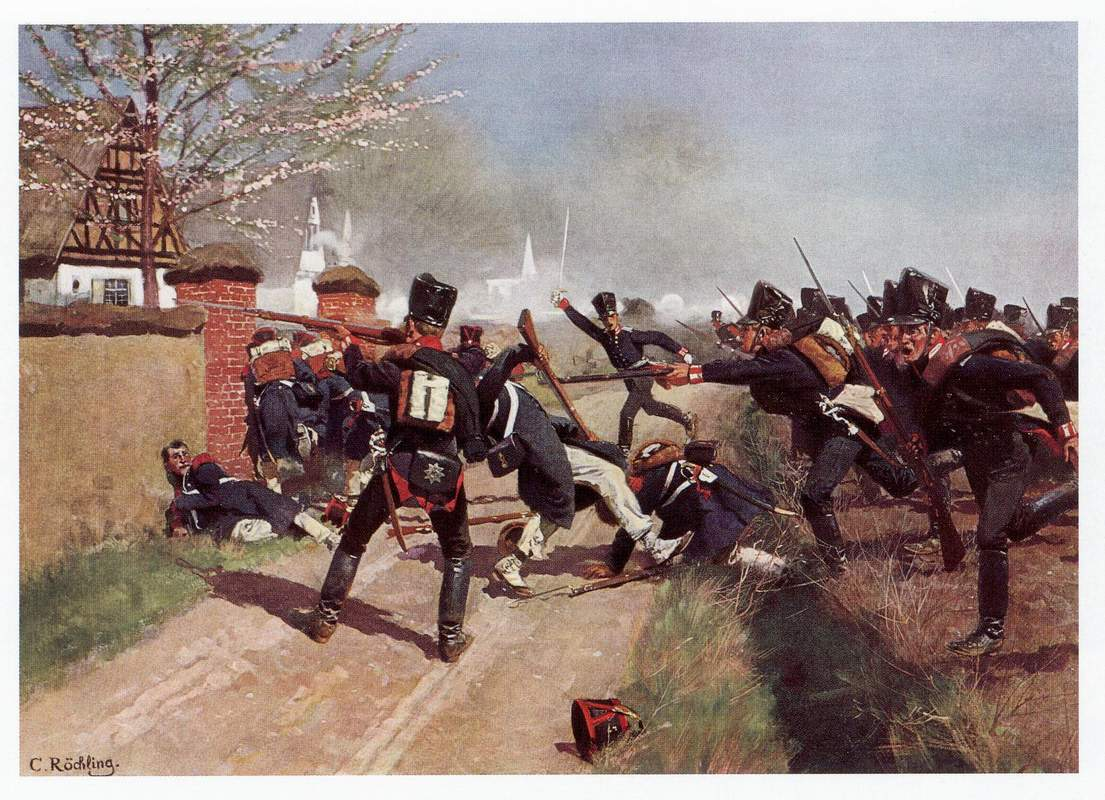
グロースゲルシェンの戦いにおけるプロイセン軍の近衛歩兵連隊
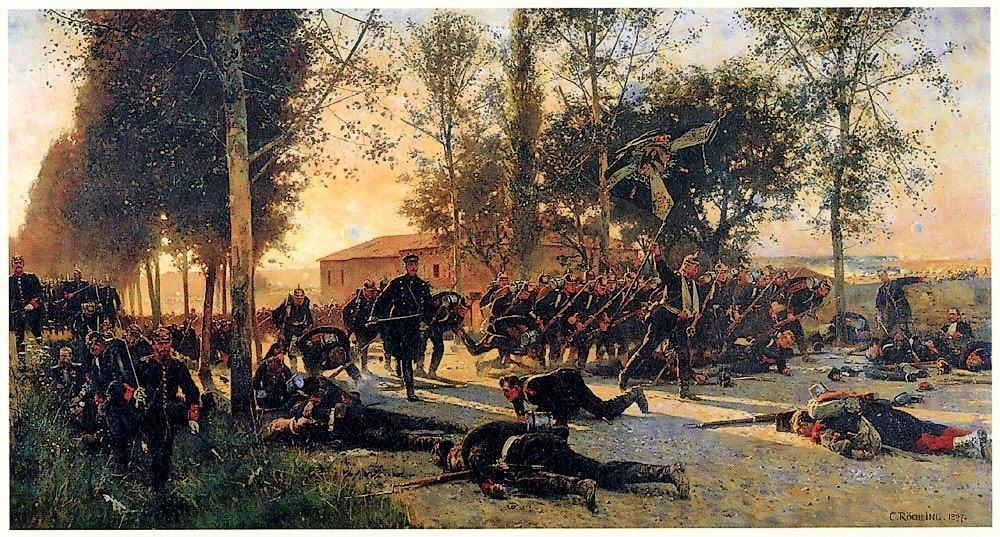
グラヴロットの戦い

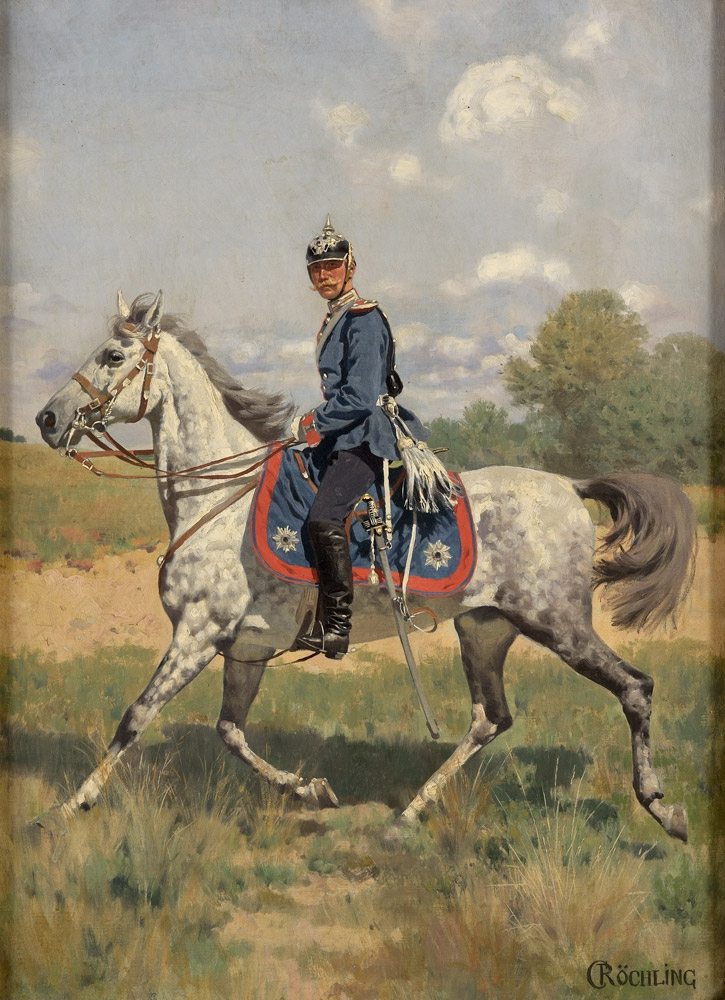
プロイセンの胸甲騎兵
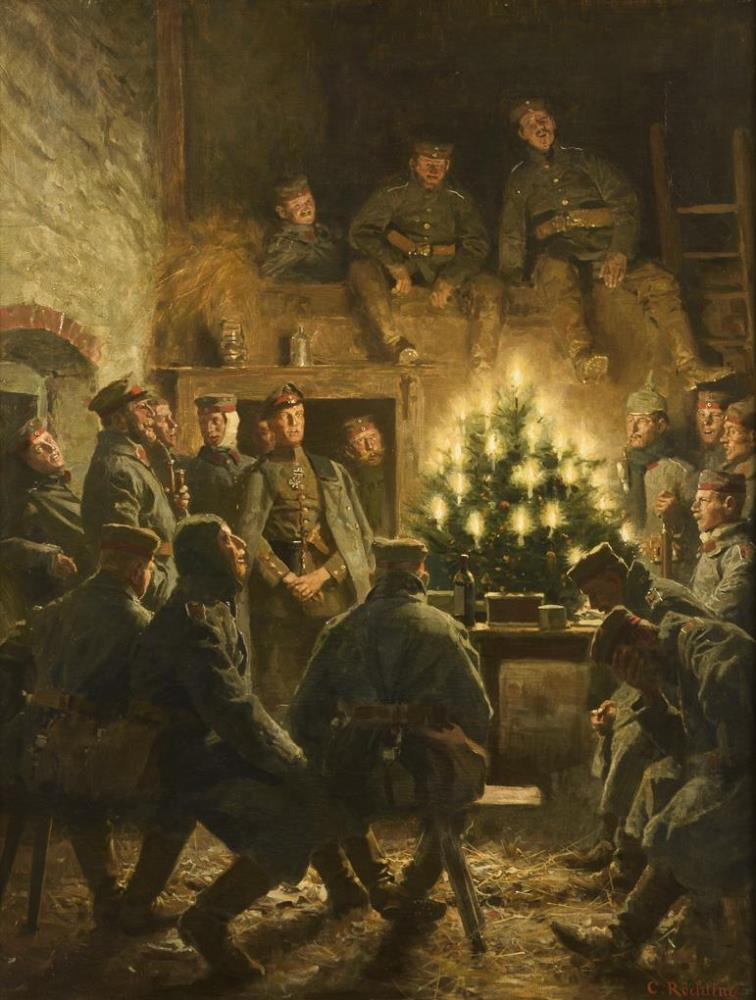
兵士たちのクリスマス
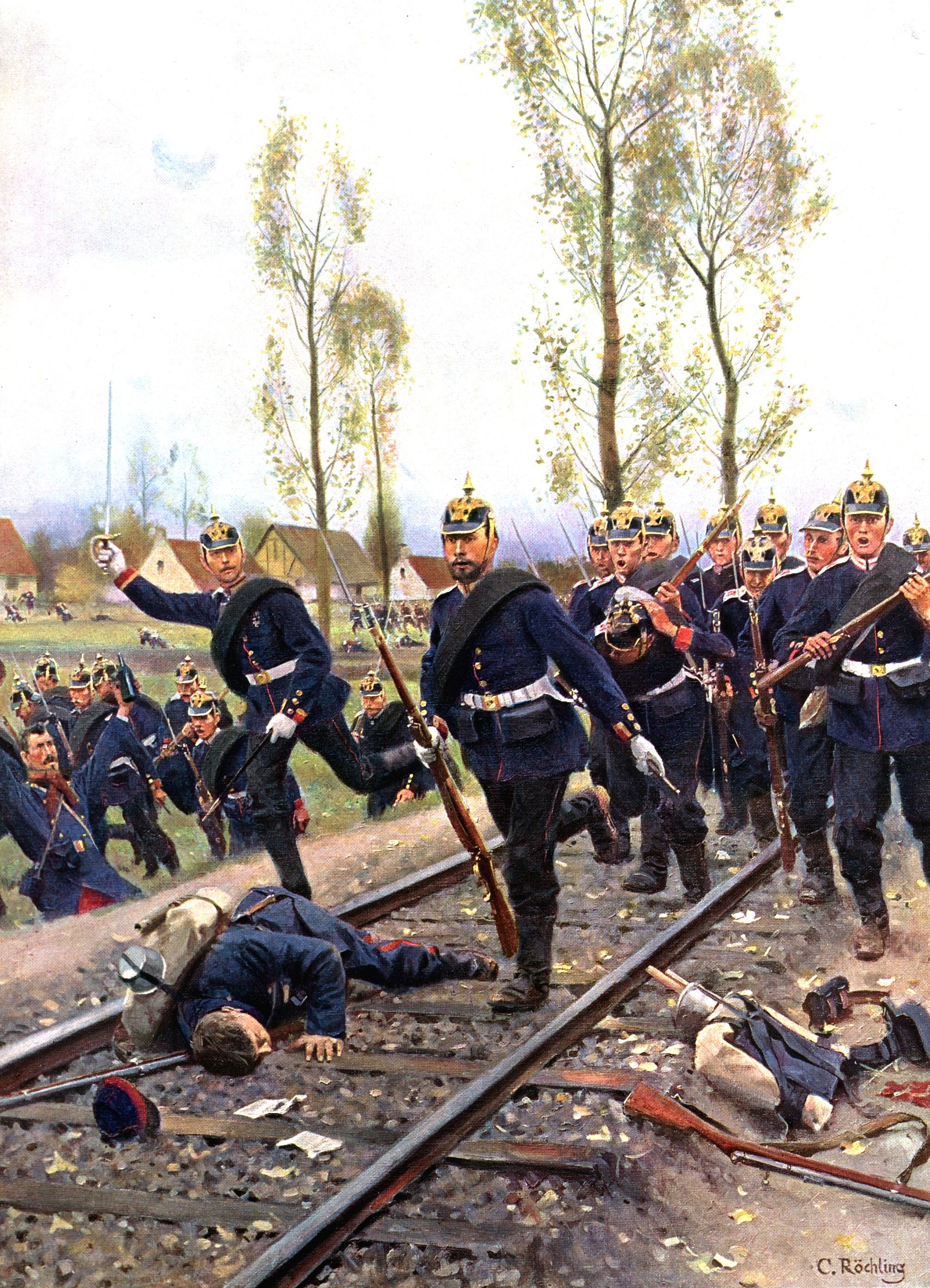
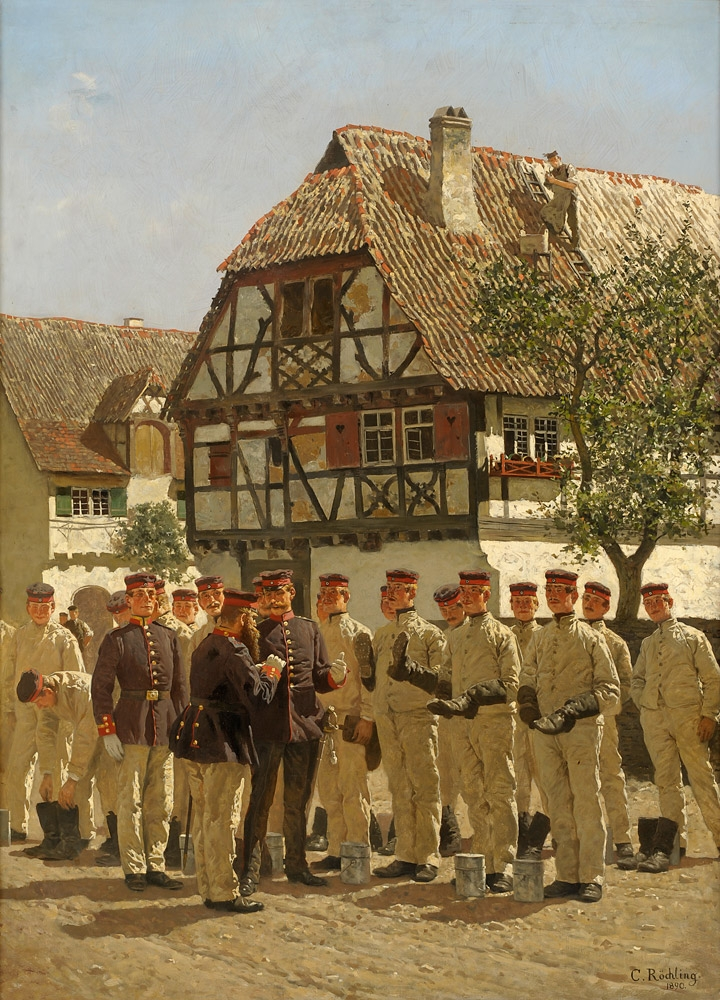